# Sarkis Diranian
Sarkis Diranian ou Serkis Diranian (en arménien : Սարգիս Տիրանեան), né le 17 février 1859 à Constantinople, dans l'Empire ottoman, et mort le 20 janvier 1938 à Paris, en France, est un peintre orientaliste ottoman d'origine arménienne ayant passé la plus large partie de sa vie à Paris.

## Biographie

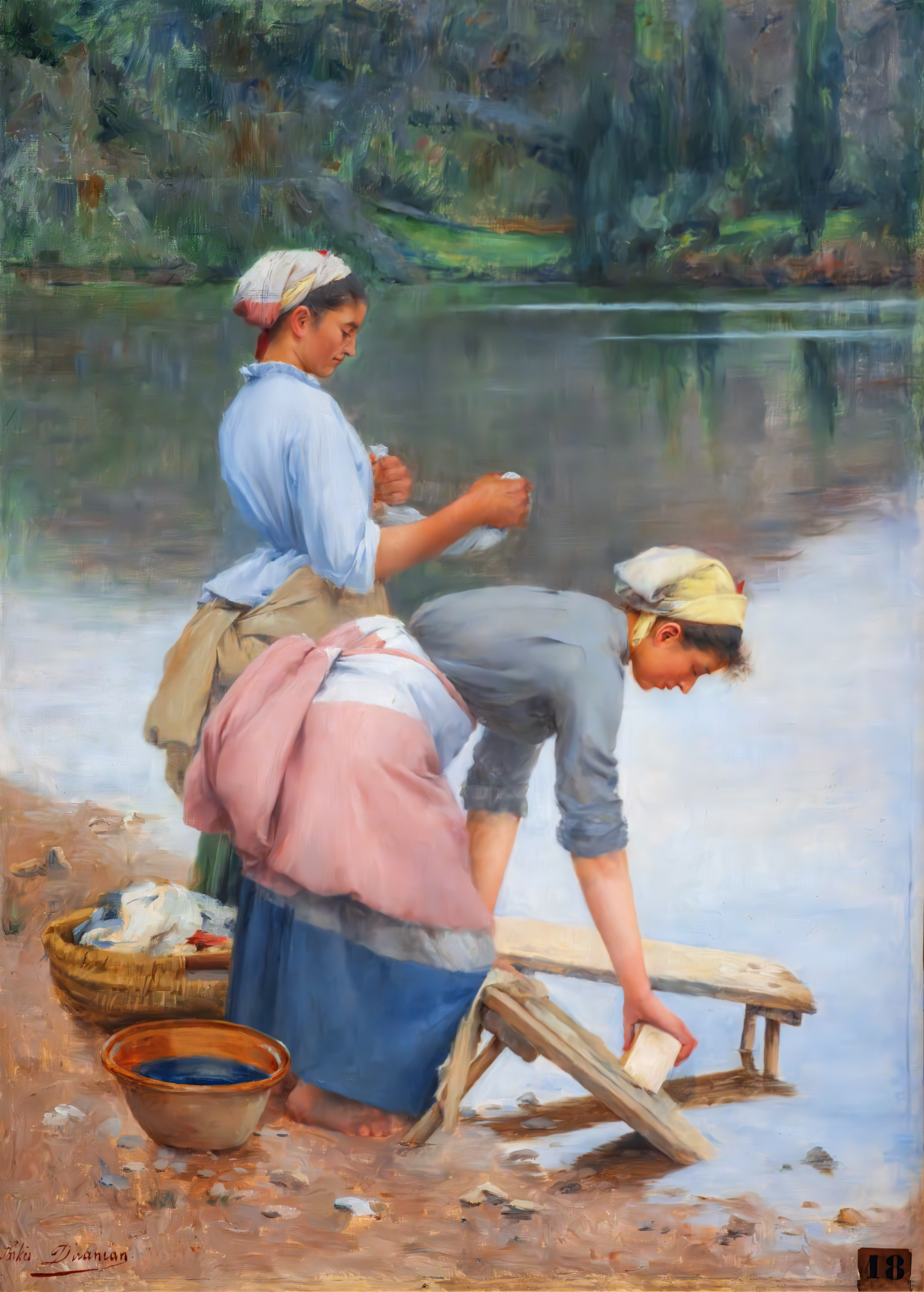
Les Laveuses au bord du Lot - Musée de Cahors

Sarkis Diranian est né à Constantinople en 1859 de parents arméniens. Il étudie l'art à l'académie de dessin et de peinture ouverte par l'artiste français Pierre-Désiré Guillemet en 1875, sur la rue Hamalbaşi à Péra, quartier européen de Constantinople,.
Sa peinture L'Enchanteresse a été exposée dans le studio de photographie des Abdullah Frères à Péra en 1883, sa vente permet de financer son voyage à Paris où il travaille dans l'atelier de Jean-Léon Gérôme,.
En 1883 ou 1884, tout en restant à Paris, le gouvernement ottoman le décore de l'ordre du Médjidié, et en 1887, il obtient une bourse mensuelle du ministère ottoman de l'Éducation.
En 1889, il est diplômé de l'Académie des beaux-arts de Paris, et jusqu'en 1910, il participe aux expositions de la Société des artistes français à Paris où il expose ses œuvres Danseuse circassienne et Five o'clock.
En 1892, il obtient une mention honorable au Salon des artistes français où il a exposé son œuvre Le Repos, ainsi qu'une deuxième à l'Exposition universelle de 1900,.
En 1908, il tient une exposition personnelle à Paris et en 1909, il participe à une exposition mixte à Munich.
Il meurt à Paris le 20 janvier 1938,.